# Aeroportul Internațional King Khalid
Aeroportul Internațional King Khalid (IATA: RUH, ICAO: OERK) este un aeroport din Riad, Provincia Riad, Arabia Saudită ce deservește zona Riad. Aeroportul a fost tranzitat în 2021 de 16.845.937 de pasageri. A fost deschis în 1983 și numit după zona deservită.
Situat la o altitudine de 22 m, aeroportul dispune de 1 pistă.

## Infrastructură

### Piste
Aeroportul dispune de o singură pistă. Pista 15R/33L are suprafața de asfalt și dimensiunile 4.205 m × 60 m. 

### Terminale
Aerogara are în componență 1 terminal, Royal Mosque, King Khalid International Airport⁠(d). 